# Świękity
Świękity (deutsch Schwenkitten) ist ein Dorf in der Gmina Lubomino im Powiat Lidzbarski. Es liegt in der Woiwodschaft Ermland-Masuren im Nordosten Polens.

## Geographische Lage
Świękity liegt im Ermland auf dem Baltischen Landrücken südwestlich des Jezioro Tonka (Dittrichsdorfer See) sowie im Einzugsgebiet des Flusses Passarge (Pasłęka), der in das Frische Haff mündet.
Etwa drei Kilometer südlich des Dorfes verläuft die Woiwodschaftsstraße 593 Miłakowo–Dobre Miasto.
Bis zur Kreisstadt Lidzbark Warmiński sind es 41 Kilometer, nach Lubomino zehn Kilometer und nach Miłakowo sieben Kilometer.

## Geschichte
Ursprünglich war diese preußische Landschaft von den heidnischen Prußen bewohnt. Der Passargefluss bildete eine natürliche Abgrenzung zwischen Pogesanien und Warmien. Nach der Christianisierung durch den Deutschen Orden gehörte seit 1243 das Bistum Ermland dem Deutschordensstaat. Nach der Schlacht bei Tannenberg (1410) und dem Zweiten Frieden von Thorn im Jahr 1466 wurde das Ermland als autonomes Fürstbistum Ermland der Krone Polens untergeordnet. Mit der ersten Teilung Polens im Jahr 1772 wurde Ermland ein Teil des Königreichs Preußen und später der Provinz Ostpreußen.
Nach dem Wiener Kongress entstand mit dem 1. Februar 1818 der Kreis Heilsberg im Regierungsbezirk Königsberg in der Provinz Ostpreußen; er bestand bis Januar 1945.
Im Mai 1874 wurde der Amtsbezirk Elditten Nr. 4 mit der Landgemeinde Königlich Schwenkitten und dem Gutsbezirk Adlig Schwenkitten gebildet. Zwischen 1890 und 1906 gehörte Adlig Schwenkitten Otto Guse (1862–1930). Im Jahr 1933 lebten in der Landgemeinde 189 und im Jahr 1939 148 Einwohner.
Um den 25. Januar 1945 wurde Schwenkitten von der Roten Armee eingenommen. Das Gutshaus ging in Flammen auf. Nach Kriegsende kam Schwenkitten zu Polen und heißt seither Świękity. Von 1975 bis 1998 gehörte Świękity der Woiwodschaft Olsztyn an und seit 1999 liegt es in der Woiwodschaft Ermland-Masuren.

## Persönlichkeiten
- Alexander Solschenizyn (1918–2008), russischer Schriftsteller und Systemkritiker, war während der Ostpreußischen Operation (1945) als Batteriekommandant einer Artillerieeinheit in einer Schallmesstruppe bei Heilsberg eingesetzt. Um den 25./26. Januar 1945 war er mit der Artillerieeinheit bei den Kämpfen in Adlig Schwenkitten stationiert. Als er in Briefen an einen Freund Kritik an Stalin geübt hatte, wurde er am 9. Februar 1945 von drei Offizieren der SMERSch an der Frontlinie Liebstadt–Wormditt verhaftet, verurteilt und in den Gulag deportiert.

Die Erlebnisse und Eindrücke aus der Kriegszeit in Ostpreußen beschrieb er im Gedichtband Ostpreußische Nächte sowie in der autobiografischen Erzählung Schwenkitten ’45.